# Вацлав из Михаловиц
Вацлав из Михаловиц (чеш. Václav z Michalovic; ум. 25 августа 1451) — средневековый чешский аристократ из чешского феодального рода панов из Михаловиц, генеральный приор Чешской провинции ордена иоаннитов в 1432—1451 годах, гетман Прахеньского края с 1435 года, участник битвы у Липан, один из лидеров оппозиции регенту Йиржи из Подебрад.

## Происхождение
Вацлав из Михаловиц происходил из чешского панского рода панов из Михаловиц, он был одним из младших сыновей пана Яна III из Михаловиц (ум. 1425) и Магдалены из Колдиц.

## Духовно-рыцарская карьера
Первое сохранившееся документальное свидетельство о Вацлаве из Михаловиц в составе ордена иоаннитов относится к грамоте, выданной в Страконице 28 июля 1424 года, которой юридически закрепляется, что Вацлав из Михаловиц на Страконице вместе с приором Якубом и конвентом Страконицкой коменды продали поле Бушеку из Радковиц за 10 коп пражских грошей с условием уплаты новым владельцем Страконицкой коменде обычных налогов. На основании этого документа был сделан вывод, что в тот период Вацлав из Михаловиц занимал должность комтура Страконицкой коменды ордена иоаннитов, а также замещал отсутствующего в Страконице генерального приора Рупрехта Любинского.
Вацлав из Михаловиц занял должность генерального приора Чешской провинции ордена иоаннитов в 1432 году. Сохранилась грамота об избрании Вацлава генеральным приором, датированная 16 марта 1432 года, и грамота об утверждении его в этой должности королём Чехии Зикмундом Люксембургским, датированная 25 октября 1432 года. Вместе с Ольдржихом из Рожмберка Вацлав стал оплотом католической партии на юге Чехии и одним из лидеров чешского католического дворянства, противостоявшего радикальному крылу гуситов в ходе продолжавшихся гуситских войн. В 1434 году Вацлав из Михаловиц с войском иоаннитов принял участие в битве у Липан на стороне католических сил. В 1435 году Вацлав как новый духовный сеньор города Страконице подтвердил его привилегии. В тот же год король за участие в боях на католической стороне назначил Вацлава гетманом Прахеньского края. Почти весь период нахождения в должности генерального приора Чешской провинции Вацлав из Михаловиц провёл в мелких столкновениях со сторонниками гуситов. В 1438 году Вацлав участвовал в церемонии коронации Альбрехта Габсбургского королём Чехии, неся перед Альбрехтом королевский скипетр.

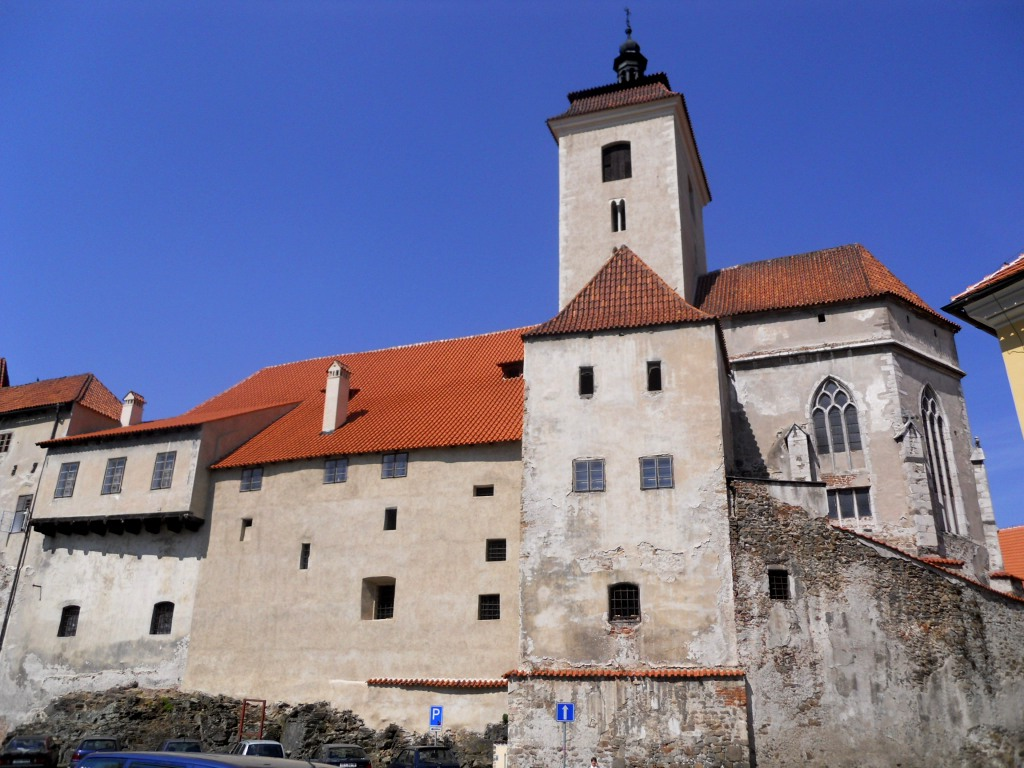
Костёл Святого Прокопа в Страконицком замке

Будучи значимым и преданным сторонником короля Альбрехта Габсбургского, Вацлав из Михаловиц после его смерти был избран главой посольства, направленного для переговоров об освобождении его малолетнего сына Ладислава Постума. 8 февраля 1449 года в резиденции генерального приора чешских иоаннитов в замке Страконице прошёл съезд ведущих представителей католического дворянства южной и западной Чехии, на котором было учреждено так называемое Страконицкое единство — военный союз, направленный против лидера чашников Йиржи из Подебрад. Главными инициаторами и организаторами данного съезда стали Ольдржих из Рожмберка и Вацлав из Михаловиц, которые в течение нескольких лет до его проведения вели соответствующие переговоры с чешскими дворянами. В следующем 1450 году войска Страконицкого единства были разбиты гуситскими войсками в сражении у Рокицан. После этого представители враждующих сторон встретились в Пельгржимове, где Вацлав из Михаловиц содействовал заключению мира. В этот период Вацлав был уже серьёзно болен и 25 августа 1451 года умер в Страконицком замке. Согласно преданию, Вацлав скончался в Малом рыцарском зале замка у тёплой кафельной печи, сохранившейся до наших дней. Его похоронили в костёле Святого Прокопа в Страконицком замке.

## Участие в семейных делах
После смерти своего брата Петра II из Михаловиц в 1437 году Вацлав стал наследником всех обширных родовых владений панов из Михаловиц. Не имея, однако, возможности или желания совмещать исполнение своих обязанностей в должности генерального приора Чешской провинции ордена иоаннитов с управлением родовыми землями, Вацлав вскоре передал все родовые владения своему племяннику Йиндржиху, сыну Яна IV из Михаловиц.

## Личные качества
Согласно сохранившимся свидетельствам, Вацлав из Михаловиц любил хорошо поесть и крепко выпить и увлекался петушиными боями. Вацлав мучился подагрой, на что часто жаловался в переписке со своими близкими друзьями из рода Рожмберков.

## Описание герба
На сохранившихся до нашего времени печатях Вацлава из Михаловиц можно выделить два варианта его герба. Первый вариант герба Вацлав использовал на своих печатях начиная со времени нахождения в должности страконицкого комтура и почти до конца жизни: самый ранний из известных образцов печатей с первым вариантом герба (круглая печать диаметром 27 мм) сохранился на документе, датированном 1424 годом, самый поздний — на грамоте, датированной 20 августа 1449 года. Этот чёрно-серебряный вариант представляет собой вертикально разделённый пополам геральдический щит, в левой половине которого на серебряном поле помещён серебряный мальтийский крест. Правая половина щита имеет чёрное поле без изображений. Над щитом находится геральдический шлем с чёрно-серебряным намётом и нашлемник в виде двух сложенных крыльев, переднее из которых чёрного цвета, заднее — серебряного. Второй вариант герба Вацлава из Михаловиц, отличающийся от первого лишь отсутствием мальтийского креста в левой половине геральдического щита, впервые появляется на документе Страконицкого единства, датированном 8 февраля 1449 года (печать диаметром 19 мм). Затем второй вариант герба встречается на одной из последних грамот, подписанных Вацлавом 9 февраля 1451 года.